# Senftenberg, Österrike
Senftenberg är en köpingskommun i det österrikiska förbundslandet Niederösterreich. Orten är belägen i Kremsdalen, cirka 5 kilometer nordväst om staden Krems an der Donau. 
Senftenberg omnämndes för första gången år 1197. Orten uppstod vid borgen Senftenberg. Borgen förstördes 1645 av svenska trupper. Borgen arrenderas av en förening som påbörjat en renovering.
Senftenberg är en lantbrukskommun med vinodling som huvudinriktning.

## Externa länkar

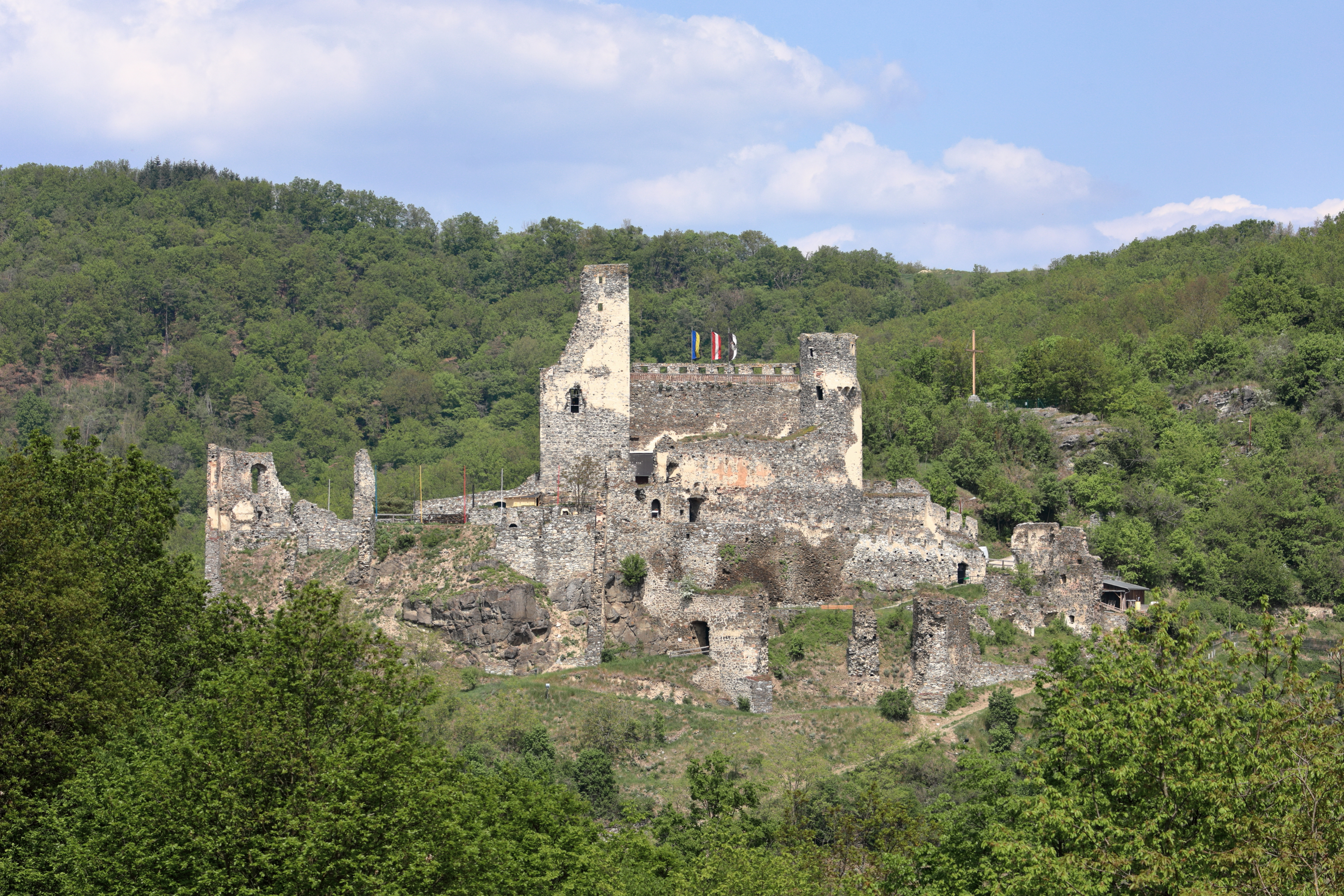
Borgruinen Senftenberg

## Orter
Kommunen består av sex orter (Ortschaften) (inom parentes invånarantal 1 januari 2024):
- Imbach (549)
- Meislingeramt (31)
- Priel (187)
- Reichaueramt (60)
- Senftenberg (962)
- Senftenbergeramt (107)

## Vänorter
- Senftenberg, Tyskland